# باربارا سووتیشیک
باربارا سووتیشیک (لهستانی: Barbara Sołtysik؛ زادهٔ ۵ اوت ۱۹۴۲) بازیگر اهل لهستان است.
از فیلم‌ها یا مجموعه‌های تلویزیونی که وی در آن‌ها نقش داشته‌است، می‌توان به سرنوشت‌های لهستانی، لغزش، زندگی خانوادگی، قماری بالاتر از زندگی و آنگاه سکوت فرا خواهد رسید اشاره نمود.